# سباق طواف فرنسا 1971
سباق طواف فرنسا 1971 من سلسلة سباقات سباق طواف فرنسا. أقيم هذا السباق في تاريخ 26 يونيو - 18 يوليو، 1971 على 20+Prologue, including three split stages مراحل. بعد مرور 96 ساعة و45 دقيقة و14 ثانية وبعد طي 4118 كم بمتوسط 38.084 كم في الساعة فاز بالميدالية الذهبية إدي ميركس من بلجيكا، فيما حصد يوب زوتيميلك من هولندا الميدالية الفضية، وكانت الميدالية البرونزية من نصيب لوسيان فان يمبي من بلجيكا.

## الميداليات
| ذهب                | فضة                   | برونز                    |
| إدي ميركس - بلجيكا | يوب زوتيميلك - هولندا | لوسيان فان يمبي - بلجيكا |